# Kino Impero w Asmarze

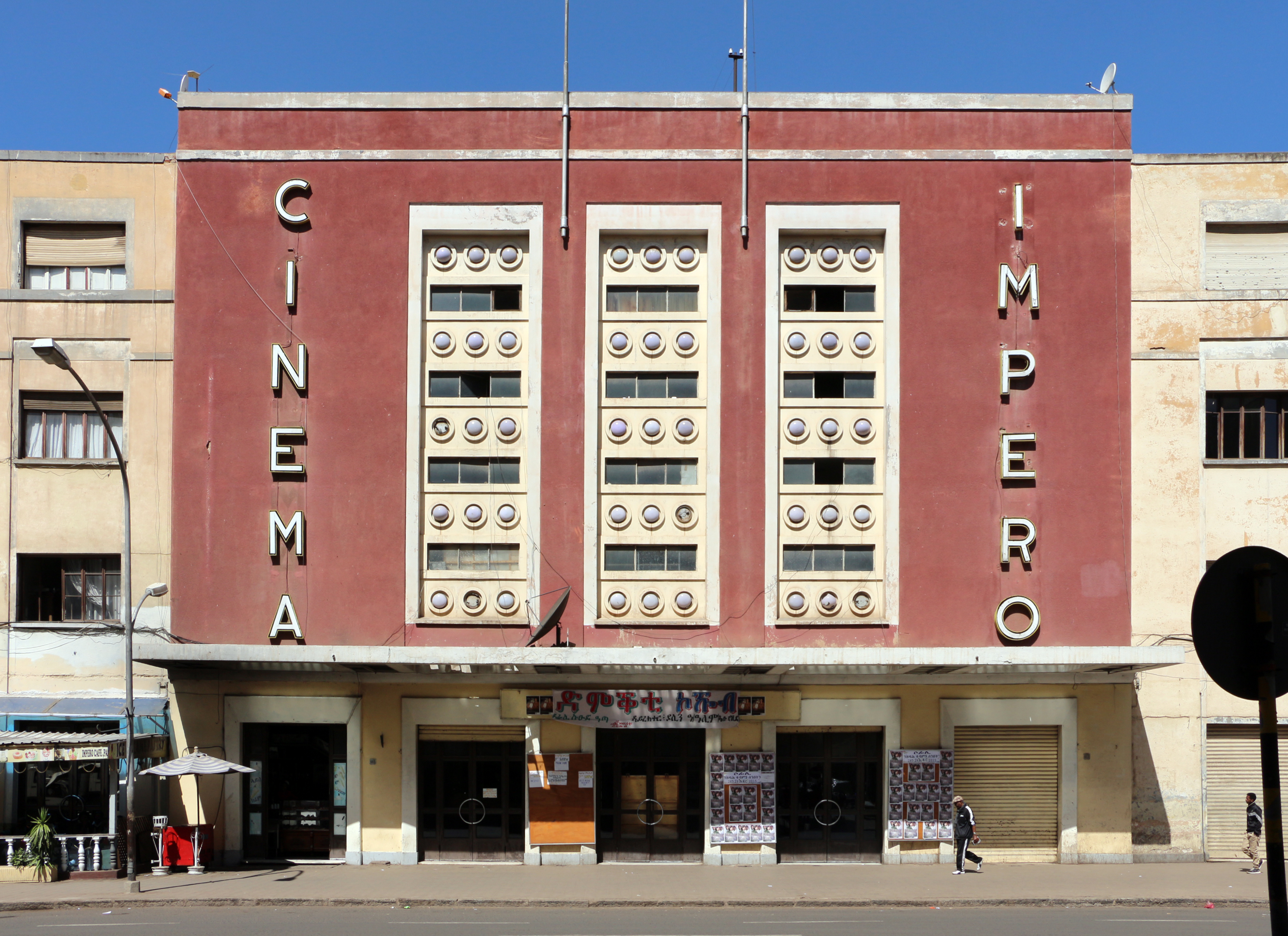

Kino Impero - budynek w stylu Art déco w Asmarze, wzniesiony w 1937. Kino Impero było największym zbudowanym w Asmarze w okresie kolonii włoskiej. Zaprojektowany przez Mario Messinę nie był poddany zmianom na przestrzeni lat i większość wyposażenia jest oryginalna.